# ماهان (فلم 1983)
ماهان (بالهندية: महान) (بالإنجليزية: Mahaan) هو فيلم درامي أكشن باللغة الهندية عام 1983 من إنتاج ساتيانارايانا وسوريانارايانا وإخراج إس. راماناثان. الفيلم من بطولة أميتاب باتشان في دور ثلاثي إلى جانب وحيدة رحمن، بارفين بابي، زينات أمان، أشوك كومار، أمجد خان، قادر خان، أرونا إيراني، سوجيت كومار وشاكتي كابور . الموسيقى من تأليف آر. دي. بورمان. الفيلم هو إعادة إنتاج رسمية لفيلم شانكار جورو الذي صدر عام 1978 باللغة الكانادية.  

## ملخص
تم توريط فيكرام سينغ بتهمة حيازة المخدرات لكنه يدعي أنه تم توريطه من قبل زميل له في العمل يدعى راجان. بعد خروجه من السجن، يقوم بقتل راجان ويورط محاميه السابق أميت. يُضطر أميت إلى الهروب، بينما تنجب زوجته الحامل جانكي توأمًا هما جورو وشانكار. لسوء الحظ، انفصلت عن أحد أبنائها عندما سرقه زوجان عقيمان. مع هروب زوجها واختفاء أحد أبنائها، تضطر جانكي إلى تربية شانكار بمفردها. يعتقد أميت أن زوجته جانكي ماتت لذا يحاول أن يعيش حياة طبيعية مستخدمًا اسم رانا رانفير ويعيش مع ابنته بالتبني مانجو. لكن جانكي تعيش في مدينة أخرى مع شانكار الذي أصبح مفتشًا للشرطة. نشأ جورو على يد زوجين عاقرين، ثم نشأ ليصبح ممثلاً مسرحياً وتطارده ريتا. تلتقي مانجو بشانكار وتقع في حبه، دون أن تدرك أنه ابن رانا رانفير المفقود منذ فترة طويلة. وفي النهاية، تتشابك حياتهم ويجتمعون جميعًا ويصبحون عائلة مرة أخرى.

## الممثلون
- أميتاب باتشان في دور
  - أميت/رانا رانفير سينغ (زوج جانكي؛ والد شانكار وجورو)
  - المفتش شانكار سينغ (الابن الأكبر لأميت وجاناكي؛ شقيق جورو؛ زوج مانجو)
  - جورو سينغ (الابن الأصغر لأميت وجاناكي؛ شقيق شانكار؛ زوج ريتا)
- وحيدة رحمن بدور جانكي (زوجة أميت، والدة شانكار وغورو)
- زينات أمان بدور ريتا (زوجة جورو)
- برفين بابي في دور مانجو (زوجة شانكار)
- أشوك كومار في دور راي صاحب (جد ريتا)
- أمجد خان في دور فيكرام سينغ
- شاكتي كابور بدور بريم سينغ (ابن فيكرام)
- قادر خان في دور سيمون سردار
- أرونا إيراني في دور تارا
- سوجيت كومار في دور راجان
- موكري كأب بالتبني للجورو
- افتخار شريف للشرطة
- أورميلا بهات في دور الأم الحاضنة لجورو
- ماك موهان في دور مساعد فيكرام
- باكهي كمحامية جاياتري
- نانديتا ثاكور بدور دكتور نيرمالا
- بابانلال ياداف كمخرج الدراما (زوج تارا)
- هاريش ماجون في دور عضو عصابة فيكرام

## الموسيقى التصويرية
جميع كلمات الاغنية من انجان.
| # | أغنية                                  | مغني                      |
| - | -------------------------------------- | ------------------------- |
| 1 | "ييه دين تو آتا هاي إيك دين جواني مين" | آر. دي. بورمان، آشا بهوسل |
| 2 | "بيار مين ديل بي مار دي جولي"          | كيشور كومار، آشا بهوسل    |
| 3 | "أصلي كيا هاي، نقلي كيا هاي"           | كيشور كومار، أميت كومار   |
| 4 | "جيدهار ديكهون تيري تاسيفير"           | كيشور كومار               |
| 5 | "آدهي بات هو تشوكي"                    | كيشور كومار               |
| 6 | "هار تشوري راني هياان"                 | كيشور كومار               |
| 7 | "جيدهار ديكهون تيري تاسيفير"           | أميتاب باتشان             |

## روابط خارجية
- مقالات تستعمل روابط فنية بلا صلة مع ويكي بيانات